# اینالا، کوئینزلند
اینالا (به انگلیسی: Inala) یک حومه شهر در استرالیا است که در کوئینزلند واقع شده‌است.